# Brygida Rodziewicz
Brygida Rodziewicz, właśc. Zoe Rodziewicz (ur. 1 maja 1885 w Aszchabadzie, zm. 21 sierpnia 1955 w Pniewach) – zakonnica w Zgromadzeniu Sióstr Urszulanek Serca Jezusa Konającego. W latach 1947–1955 przełożona generalna zgromadzenia jako matka Brygida.